# 亮竿竹
亮竿竹（学名：Gelidocalamus annulatus）为禾本科井冈寒竹属下的一个种。

## 扩展阅读
- 維基物種上的相關：亮竿竹